# Le Chasseur (film, 2010)
Pour les articles homonymes, voir Le Chasseur.
Pour plus de détails, voir Fiche technique et Distribution.
Le Chasseur (Охотник, Okhotnik) est un film russe réalisé par Bakour Bakouradzé, sorti en 2010.
Le film a été repris parmi les nommés du Festival de Cannes 2011, dans la section Un certain regard.
Au festival Kinotavr à Sotchi, le film a obtenu les prix du meilleur réalisateur (Bakour Bakouradzé), le prix de la Guilde des critiques de cinéma russe et le prix du meilleur rôle féminin (Tatiana Chapovalova).
Le film a également été présente au Art Film Fest (en) en Slovaquie, au Festival international du film de Moscou, et au festival Nouveaux horizons en Pologne.
C'est un film qui peut être classé comme  réalisation d'un cinéaste du groupe des Nouveaux Calmes

## Synopsis
C'est l'histoire d'un homme simple qui vit dans son exploitation agricole. L'élevage de porcs occupe toutes ses activités
avec la chasse aux sangliers. La vie se passe dans la monotonie. Vient travailler dans sa ferme une inconnue échappée d'un centre pénitentiaire. Au lieu de la dénoncer il l'engage comme aidante. Peu à peu, il s'attache à elle, en devient amoureux. 
Il découvre des sentiments qu'il ne connaissait pas... 

## Fiche technique
- Titre original : Охотник, Okhotnik
- Titre français : Le Chasseur
- Réalisateur et scénariste : Bakour Bakouradzé
- Producteur : Sergueï Selianov, Artchil Guelovani
- Opérateur : Nikolaï Vavilov

## Distribution
- Mikhaïl Barskovitch : Ivan Dounaev
- Guera Advotchenok : Kolia
- Vladimir Dejilev : Viktor
- Oxana Semenova : la femme de Dounaev
- Tatina Chalopalova : Liouba
- Ekaterina Maksiotova : Raïa